# Val-des-Sources
« Asbestos » redirige ici. Pour les autres significations, voir Asbestos (série télévisée) et Asbestose.
Ne doit pas être confondu avec Les Sources.
Val-des-Sources, anciennement nommé Asbestos, est une ville canadienne au Québec, chef-lieu de la MRC des Sources, dans la région de l'Estrie. 
Val-des-Sources doit son existence à la découverte et l'exploitation d'un gisement d'amiante chrysotile à la fin du XIXe siècle. La mine Jeffrey, fermée en 2012, est d'ailleurs la plus grande mine d'amiante au monde pendant un temps. Elle est aussi le théâtre de la grève de l'amiante de 1949, qui marque un jalon dans l'histoire des relations de travail au Québec.
La ville porte pendant près d'un siècle et demi le toponyme Asbestos, qui signifie littéralement amiante en anglais. Ce nom témoigne d'une industrie autrefois prospère mais qui, depuis la seconde moitié du xxe siècle, est associé aux maladies pulmonaires et aux cancers liés à son extraction et son utilisation. En 2019, l'administration municipale entreprend une démarche de changement de nom, avalisée en 2020 par la population, la Commission de toponymie et le ministère des Affaires municipales et de l'Habitation.

## Toponymie
Le nom Val-des-Sources reflète le drainage du territoire par de nombreux ruisseaux et rivières, dont la rivière Nicolet Sud-Ouest. L'élargissement de cette dernière forme Les Trois Lacs ― plan d'eau qui a donné son nom à un secteur annexé à la ville en 1999,.
Val-des-Sources porte longtemps le nom d'Asbestos, choisi par des propriétaires de mines d'amiante. Il est d'abord attribué à un bureau de poste en 1884, puis appliqué à la municipalité, érigée avec le statut de village en 1899, changé pour celui de ville en 1939. Le 8 décembre 1999, la ville est fusionnée avec municipalité de Trois-Lacs et le toponyme Asbestos est conservé pour désigner la nouvelle ville ainsi créée. Le nom de la ville vient du mot anglais pour l'amiante, asbestos ou « asbeste » en ancien français, lui-même étant à l'origine le mot grec ἄσβεστος signifiant : inextinguible.
En 2019, sous la pression des citoyens et gens d'affaires,, la Ville annonce le démarrage d'un processus afin de changer son nom qui revêt une connotation négative en raison des maladies pulmonaires et des cancers liés à son extraction et son utilisation. Dans le cadre du concours qu'elle organise, la Ville reçoit 400 propositions de la population en quelques mois[réf. nécessaire], qui sont filtrées par un comité puis soumises à un référendum consultatif. Une résolution demandant auprès du ministère des Affaires municipales un changement de nom pour Val-des-Sources est adoptée le 19 octobre 2020 à l'issue de ce référendum,.
La procédure de changement de nom et le nouveau nom choisi sont reçus positivement par certains citoyens, mais contestés par d'autres. Le ministère des Affaires municipales et de l'Habitation décide officiellement de l'issue des débats en approuvant le changement de nom. De pair avec le changement de toponyme, le gentilé Asbestrien, Asbestrienne est remplacé par Valsourcien, Valsourcienne en français, l'équivalent anglais Asbestrian devenant du même élan Valsourcian.

## Géographie
La partie urbaine de la ville jouxte le puits de la mine Jeffrey, qui occupe 6 des 32 km2 du territoire de la ville. En plus des haldes, le paysage est ponctué par des collines de faible élévation, la colline Elliott et la Butte à Dion.
La rivière Nicolet Sud-Ouest coule au nord-ouest de la ville. L'élargissement de cette dernière forme Les Trois Lacs, un plan d'eau prisé par les villégiateurs.

## Histoire

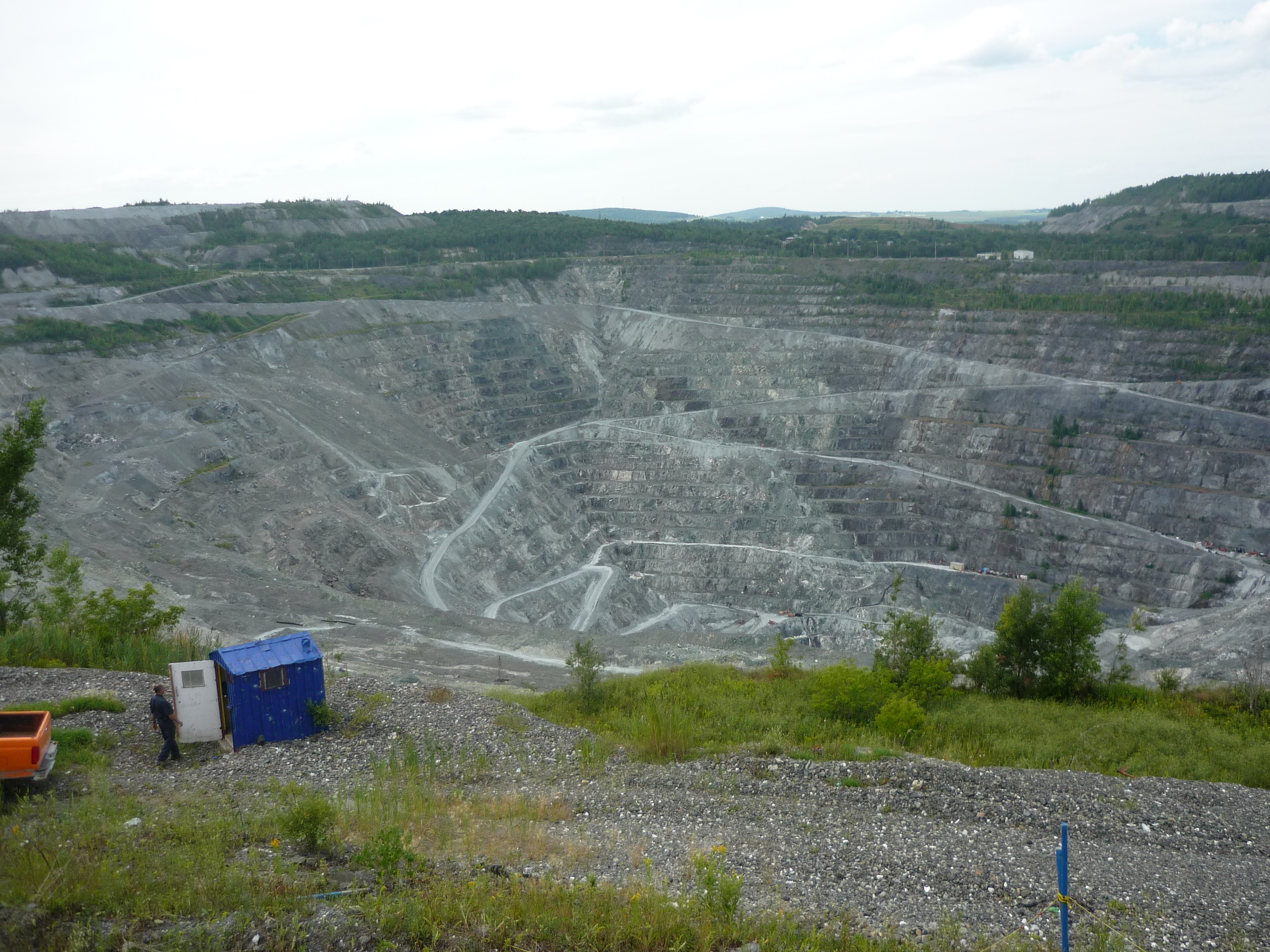
Dimensions de la mine : largeur 2 km, profondeur 370 m.

Le paysage actuel de Val-des-Sources est indissociable de l'activité industrielle qui s’est développée des suites de la découverte d'un important gisement d'amiante à la fin du XIXe siècle. La mine de Jeffrey, avec un des puits miniers les plus grands au monde, les haldes minières, ses infrastructures routières et son parc industriel témoignent de l'importance de cette activité pour la ville et la région.
La ville aura connu grandes et petites misères au cours de son histoire, sous divers rapports. D'abord, l'industrie minière du début du XXe siècle, utilisant des moyens et techniques rudimentaires, aura entraîné des accidents ininterrompus aussi bien dans le puits à ciel ouvert que dans les moulins. Les conditions déficientes sur les plans de la santé et de l'environnement de travail auront laissé des séquelles mortelles chez de nombreux autres mineurs affectés par des maladies pulmonaires, couramment appelées amiantose,.

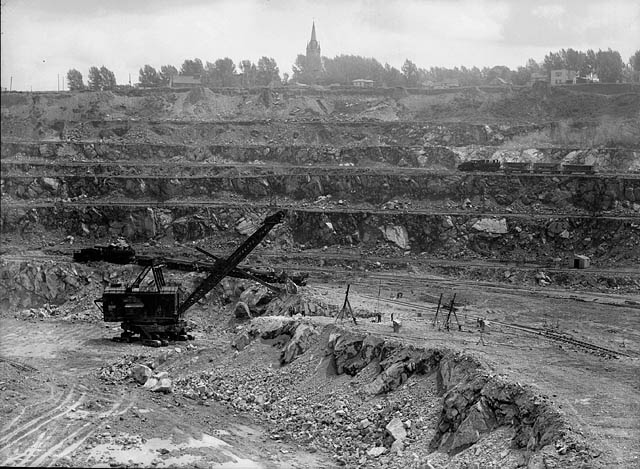
La plus grande pelle mécanique canadienne chargeant un train de minerai d'amiante à la mine Jeffrey, Johns-Manville Co., Asbestos (Québec), juin 1944

Plus tard, en 1949, le Syndicat des mineurs d'Asbestos, devant ces conditions lamentables et les conditions économiques déplorables des travailleurs, réussit à convaincre ses membres mineurs d'entamer une grève, devenue mémorable, qui aura duré plus de huit mois, gagnant aussi d'autres mines d'exploitation d'amiante du Québec, dont Thetford Mines. Cette contestation causa des dommages sociaux irréparables au sein de la communauté locale entre grévistes et opposants (appelés scabs), entre les policiers appointés spécialement par le gouvernement de Duplessis et les chefs locaux.
Plus tard, dans les années 1970, des glissements et affaissements de terrains imprévus sur la frange du puits minier, puis un élargissement de son cratère immense nécessité par un développement commandé, entraîneront la destruction de résidences riveraines, le déménagement de la population touchée vers un nouveau périmètre d'habitations, y compris la destruction de son centre-ville et de son patrimoine historique. Tout cela allait modifier dorénavant tout son tissu social et culturel, anéantissant les témoignages de son passé.
Et comble de tout, les risques sanitaires associés à l'amiante allaient créer une opposition systématique aussi bien en Amérique qu'au niveau international.

## Démographie
| 1996  | 2001  | 2006  | 2011  | 2016  | 2021  |
| ----- | ----- | ----- | ----- | ----- | ----- |
| 6 793 | 6 580 | 6 819 | 7 096 | 6 786 | 7 088 |

## Administration
Les élections municipales se font en bloc pour le maire et les six conseillers.
| Val-des-Sources Maires depuis 2003                                                                                   |                        |         |          |
| Élection | Maire                  | Qualité | Résultat |
| 2003 | Louise Moisan-Coulombe |         | Voir     |
| 2005 | Jean-Philippe Bachand  |         | Voir     |
| 2009 | Hugues Grimard         |         | Voir     |
| 2013 | Hugues Grimard         | Voir    |          |
| 2017 | Hugues Grimard         | Voir    |          |
| 2021 | Hugues Grimard         | Voir    |          |
| Élection partielle en italique Depuis 2005, les élections sont simultanées dans toutes les municipalités québécoises |                        |         |          |

## Économie

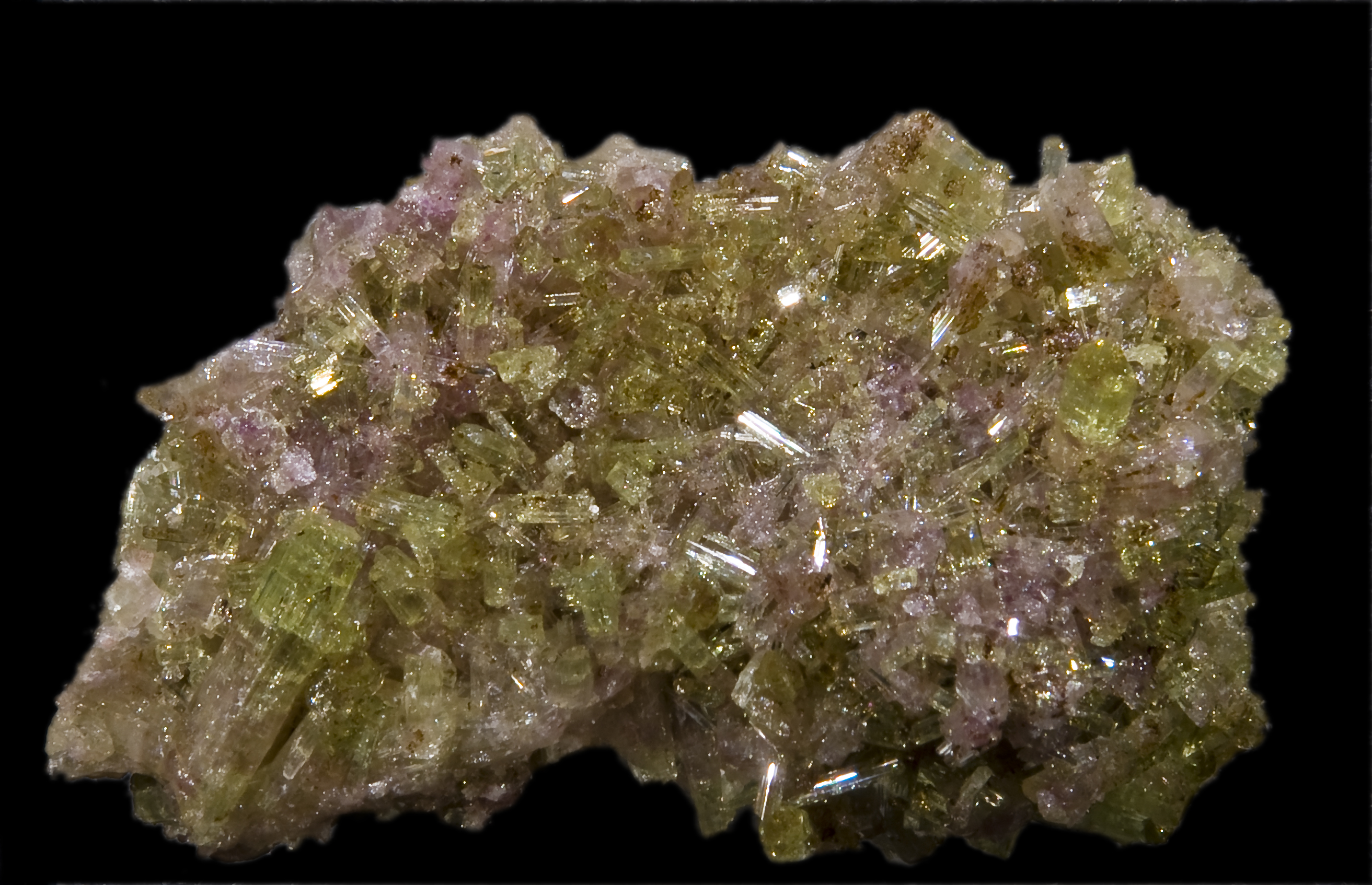
Vésuvianite
provenant de la mine Jeffrey

La ville doit son existence à la découverte et la mise en production d'un gisement d'amiante chrysotile. La mine est prospère jusque dans les années 1980, où la demande mondiale s'effondre en raison des craintes liées aux risques pour la santé dans l'utilisation du minerai. Malgré le bannissement de l'utilisation par plus de 50 pays, le gouvernement du Québec annonce le 29 juin 2012 qu'il accorde un prêt de 58 millions de dollars, permettant la relance de l'exploitation du minerai en privilégiant l'exploitation souterraine au lieu d'un puits à ciel ouvert,. Le prêt est annulé la même année entraînant la fermeture de la mine, marquant la fin de la production de l'amiante au Canada.
La compagnie Magnola (MAGnesium - NOranda - LAvalin) tente de produire des barres de magnésium, de 2000 à 2003. Néanmoins, à cause de la concurrence chinoise inabordable en ce qui concerne les coûts de production, Noranda aura été forcée de fermer l'usine quasi neuve après moins de trois années d'exploitation, une perte estimée à près d'un milliard de dollars. La mauvaise évaluation par SNC-Lavalin des émissions de BPC, dioxine et furane, et de chlorobenzene rend le projet inacceptable sans modification majeure, et provoque l'ire des citoyens dès l'ouverture de l'usine,.
En 2016, après treize ans de fermeture de Magnola, Alliance Magnésium annonce la réouverture d'une usine-pilote ("de démonstration") de magnésium dans les mêmes locaux afin de tirer profit des 300 millions de tonnes de résidus miniers provenant de l’extraction de l’amiante, résidu appelé roche serpentine, et contenant 23% de magnésium métallique, par le biais d'une "technologie propre d'électrolyse", qui ne laisserait d'après l'entreprise, "que des résidus de silice (sable)", et aucun produit chimique ni poussière d'amiante, tout en utilisant largement l'hydroélectricité québécoise, considérée comme globalement "verte", bien que non dénuées de conséquences sociales et environnementales, rendant ainsi cette usine plutôt vertueuse du point de vue environnemental. Un comité de citoyens a été mis en place dès le début afin de suivre les activités de cette usine, et de faire le lien entre la population et les entrepreneurs.
La ville a été durement touchée sur le plan économique en raison de la fermeture prématurée de l’usine Magnola et de la fin de la production d’amiante chrysotile à la mine de Jeffrey. Le plus grand employeur de la région est aujourd'hui le Centre de santé et de services sociaux des Sources[réf. nécessaire].

## Tourisme et culture
Principales activités touristiques et culturelles :
- à deux pas du centre-ville, les amateurs de plein-air profitent du site de villégiature des Trois Lacs, du club de golf ou de la piste cyclable ;
- le Festival des Gourmands est le principal événement festif de la ville, mais la musique accompagne la ville toute l’année grâce à l’Harmonie d’Asbestos, une institution longtemps reconnue dans toute la région durant les années 1945-60 et au Camp musical d’Asbestos, qui accueille de jeunes musiciens de partout au Québec.
- Le festival de Slackfest  a lieu chaque année depuis 2018 sur le territoire de la mine d'amiante[30].

## Personnalités
- Jayson Dénommée, patineur artistique.
- Jean Hamel, ancien joueur de hockey de la Ligue Nationale de Hockey.
- Denis Patry, ancien joueur de hockey avec les Nordiques de Québec
- Sean McKenna (en), ancien joueur de hockey dans la Ligue nationale de hockey.
- Gilles Hamel, ancien joueur de hockey de la Ligue nationale de hockey.
- André Bachand , ancien maire d'Asbestos et député provincial de la Richmond (circonscription provinciale).

## Sport
Les équipes de hockey de la ville de Val-des-Sources se nomment les Nordik Blades.